# Paul Joly (football)
Pour les articles homonymes, voir Joly et Paul Joly.
Paul Joly, né le 7 juin 2000 à Orléans en France, est un footballeur français qui évolue au poste d'arrière droit à l'AJ Auxerre.

## Biographie

### Jeunesse et Formation
Né à Orléans en France, Paul Joly commence le football dans le club de son village, l'US Muides avant de jouer pour le Blois Football 41. 
En parallèle de son passage à Blois, il intègre en 2013 le Pôle espoirs de Châteauroux.
À la suite de ses matchs avec le Pôle espoirs de Châteauroux, il est repéré par le FC Lorient qui lui fait passer des essais en novembre 2013. Ces essais sont concluants et il signe un contrat afin d'intégrer le FC Lorient en 2015.
En 2015, il rejoint le centre de formation du FC Lorient. Il évolue alors au poste de défenseur central ou de milieu de terrain. 
Non conservé par le FC Lorient, Joly poursuit sa formation à l'Amiens SC, qu'il rejoint lors de l'été 2018.

### AJ Auxerre
Lors de l'été 2020, Paul Joly rejoint l'AJ Auxerre. Il évolue dans un premier temps avec l'équipe réserve en National 2 en tant que défenseur central. Ses performances remarquées l'amènent à signer son premier contrat professionnel le 13 octobre 2020,.
Il joue son premier match en professionnel le 13 novembre 2021, à l'occasion d'une rencontre de coupe de France contre le FC Limonest Dardilly Saint-Didier. Il est titularisé en tant qu'arrière gauche et se fait remarquer en inscrivant également son premier but ce jour-là. Il participe ainsi à la victoire de son équipe par quatre buts à deux.
Paul Joly découvre la Ligue 2, le 21 décembre 2021 lors du défaite 2-3 contre Le Havre AC. Lors du mois de décembre 2021, il est également élu joueur du mois du club. Après avoir évolué à gauche, dans l'axe et à droite de la défense auxerroise, il est finalement utilisé principalement en tant que latéral droit par Jean-Marc Furlan.
Le 17 juin 2022, Joly prolonge avec l'AJ Auxerre. Il est alors lié avec le club icaunais jusqu'en juin 2026,.
Joly découvre la Ligue 1 lors de la saison 2022-2023, jouant son premier match lors de la deuxième journée, le 14 août 2022 face au Angers SCO. Il est titularisé et les deux équipes se neutralisent (2-2 score fnal). Le 16 mars 2024 il est l'auteur de deux passes décisives contre le SM Caen, en championnat. Il contribue ainsi à la victoire de son équipe (2-1 score final). Lors de la saison 2023-2024 en Ligue 2 BKT, il remporte avec l'AJ Auxerre le titre de Champion de France de ligue 2.
Le 29 novembre 2024, Joly prolonge son contrat avec l'AJA, étant désormais lié au club jusqu'en juin 2027.

## Statistiques

### En club
| Saison                | Club                  | Championnat           | Championnat | Championnat | Coupe(s) nationale(s) | Coupe(s) nationale(s) | Total | Total |
| Saison                | Club                  | Division              | M.          | B.          | M.                    | B.                    | M.    | B.    |
| 2021-2022             | AJ Auxerre            | Ligue 2               | 6+1         | 1           | 3                     | 1                     | 10    | 2     |
| 2022-2023             | AJ Auxerre            | Ligue 1               | 10          | 0           | -                     | -                     | 10    | 0     |
| 2023-2024             | AJ Auxerre            | Ligue 2               | 37          | 0           | 1                     | 0                     | 38    | 0     |
| 2024-2025             | AJ Auxerre            | Ligue 1               | 26          | 0           | 1                     | 0                     | 27    | 0     |
| Sous-total            | Sous-total            | Sous-total            | 80          | 1           | 5                     | 1                     | 85    | 2     |
| 2022-2023             | Dijon FCO             | Ligue 2               | 19          | 0           | -                     | -                     | 19    | 0     |
| Total sur la carrière | Total sur la carrière | Total sur la carrière | 99          | 1           | 5                     | 1                     | 104   | 2     |

## Palmarès
- AJ Auxerre
  - Champion de France de Ligue 2 en 2024.

## Distinctions individuelles
- Nommé dans l'équipe type de Ligue 2 aux Trophées UNFP du football 2024[16]